# Харисвил (Роуд Ајланд)
Харисвил (енгл. Harrisville) насељено је место без административног статуса у америчкој савезној држави Роуд Ајланд.

## Демографија
По попису из 2010. године број становника је 1.605, што је 44 (2,8%) становника више него 2000. године.
| Група             | 2000.         | 2010.         |
| Белци             | 1.538 (98,5%) | 1.546 (96,3%) |
| Афроамериканци    | 2 (0,1%)      | 3 (0,2%)      |
| Азијати           | 1 (0,1%)      | 3 (0,2%)      |
| Хиспаноамериканци | 3 (0,2%)      | 28 (1,7%)     |
| Укупно            | 1.561         | 1.605         |